# デジタルラジオ
デジタルラジオは、デジタル変調等の方式により、アナログ信号からデジタル信号に変換された音声コンテンツを放送波で送受信するラジオ放送であり、それらの送受信を行うためのシステムや受信機の総称。

## メリットとデメリット
従来のAM（ 中波／振幅変調）やFM（超短波／周波数変調）などといったアナログ方式によるラジオ放送に比べ、一定以上の受信状況であれば劣化が少なく高音質であること、データ放送などの付加サービスが充実していることなどが特徴である。
日本では、CS-PCM音声放送・衛星デジタル音声放送・CSデジタル音声放送・BSデジタル音声放送（BSデジタルラジオ）・地上デジタル音声放送（地上デジタルラジオ）等の種類がある。
アナログ方式のAM・SW（短波放送）では、受信エリアの辺縁部・地形的条件などで電界強度が弱くても、ノイズ混じりではあるものの内容を聞き取ることは可能である。ただし混信には弱い。その一方、デジタル方式では、電界強度が弱いと音声が途切れがちになったり、急に受信不能になったりする。ただ電界強度が十分ある場合は、混信にも強く音質も良好で、動画・文字などのデジタルデータの提供も可能である。それぞれの方式には長所・短所があり、単にアナログラジオの代替として単純に考えることはできない。
また国によって採用される規格が並立したため、端末価格がアナログラジオと比べて高く、デコード用の専用ICも低価格化しにくいこと、インターネットラジオが確立したことなどから、ノルウェーのように、国の強制的な移行措置によりデジタルラジオの普及に成功した国もあれば、日本のように普及に失敗した国まで幅がある。
デジタルラジオ端末も各社から販売されているものの、山進電子のようにFMチューナーが内蔵されたハイブリッド型の端末がほとんどである。

## 放送技術の規格

### DAB
Digital Audio Broadcast。ヨーロッパで開発された方式で、主にヨーロッパの一部とオーストラリアで使用されている。1995年開始。VHF帯、UHF帯、衛星を使用する。EU諸国で規格化したw:Eureka-147方式で、Lバンド衛星波又は地上波を使って放送される。
DABを採用した主な国は以下の通り。中でもノルウェーは2017年末までにFM放送を廃止し、世界初のDABへの完全移行を発表したが、デジタルラジオに完全移行したのは、NRKなど全国放送を行っている放送局に限られている。
- イギリス、フランス、イタリア、スペイン、ベルギー、スイス、スウェーデン、デンマーク、ノルウェー、ポーランド、オーストラリア

### DMB
Digital Multimedia Broadcasting。DABを元に韓国で開発・採用された小型携帯機器用のマルチメディアデジタル放送規格。テレビ放送も実施。地上波・衛星波の2種がある。

### DRM
Digital Radio Mondiale。振幅変調（AM）ラジオで用いられ、中波放送（MW）や長波放送（LW）にも使用できる方式だが、短波放送（SW）で主に使われている。

### ISDB
Integrated Services Digital Broadcasting。日本で使用されている方式でVHF帯、UHF帯、衛星、ケーブルテレビを通じて配信する。
- ISDB-S

日本のBSデジタルテレビ放送・BSデジタル音声放送・110度CSデジタル放送で使用されている規格。
- ISDB-TSB

日本の地上デジタル音声放送で使用されていた規格。i-dioに使用されていた。
- ISDB-Tmm

ISDB-TSBに、マルチメディア放送機能を付加したもの。携帯端末向けマルチメディア放送のNOTTVで使用されていた規格。

### IBOC
IBOCはIn-band on-channelの略。アナログ放送の同周波数帯に同じ内容のデジタル放送を送出する方式。アメリカのアイビクィティ・デジタル社によって開発された方式で、2002年にアメリカ連邦通信委員会（FCC）によって標準規格として認可された。
従来のAM放送にデジタル信号を多重化したり、AM・FM放送の割り当て帯域の両側に新たなデジタル信号を付加（Hybrid伝送）できるのが特徴である。このため従来のAM・FM放送を維持したままデジタルラジオ放送を行える。FM放送では帯域の両側の一部を削ってチャンネルを増やせ（Extended Hybrid伝送）、また帯域の全てをデジタルラジオ放送で使用することも可能（All Digital伝送）。チャンネル数はHybrid伝送で最大2チャンネル、Extended Hybrid伝送で最大3チャンネル、All Digital伝送で最大4チャンネル。伝送符号化方式はCOFDM、音声符号化方式はHDC（High Definition Coding）。
放送エリアはアナログ放送よりかなり狭いが、デジタルラジオが受信できないエリアではアナログ放送に切り替わる。放送局の投資費用が少ないという利点がある。AM波でアナログFM放送、FM波ではCD並みのクオリティを実現できる。
- HD Radio

上記の放送方式名の商標で、iBiquity社によって開発された。アメリカ合衆国で最初に採用された規格でAM、FM両方でFCCから認可されている。現在アメリカ合衆国では1968局以上が使用している。
- FMeXtra

Digital Radio Expressによって開発された同様の規格。アナログ放送と同周波数帯内の搬送波を使用する。HD Radio方式とハイブリッド伝送方式で互換性があるが、All Digital伝送方式やRBDSとは非互換である。コーデックはaacPlus（HE-AAC）を使用している。限定受信システムや暗号化など有料放送も可能。
- DRM+

デジタル・ラジオ・モンディエール（DRM）は音声信号の他に各種のデジタルストリーム信号を同時送出することが出来、DRM+規格で35-185kbit/秒で4本までのストリーム信号でCD並の音質や静止画、動画、HTMLコンテンツ等を送出することが出来る。DRM+は従来のDRM規格の派生で174MHzまでの周波数に対応している。AACコーデックを使用しており、既存の受信機との互換性は無いが、FM周波数帯で使用出来るため将来アナログ放送を停波する国によっては普及する可能性がある。

## 地上波による放送

### アメリカ
アメリカでは、IBOC規格を用いたHD Radio方式を使い、全米の90%のAM/FMラジオ局でデジタル放送を実施している。FMeXtra方式やCAM-D方式を採用している放送局もある。

### イギリス
イギリスでは、DAB方式による地上波デジタル音声放送が本格的に開始された。1990年に英国放送協会（BBC）による試験放送が始まり、1995年9月よりロンドンにて本放送開始。2006年現在ですべての全国ネット放送がデジタルラジオ放送を実施。1999年11月より、民放系の全国デジタル配信サービス「Digital One」の本放送が開始された。クラシックFM、ヴァージン・ラジオなどを含む8局のデジタル放送を実施している。上記とは別に地域別に配信するローカルデジタル配信サービスも開始され2007年現在、合計民放250局、BBC34局がデジタルラジオで放送中である。例えばロンドンでは、51局の放送がデジタルラジオで聴取可能である。

### アイルランド
アイルランドでもイギリス同様、地上波でのデジタルラジオが開始されている。アイルランド放送協会（RTE）が全国放送し、またダブリンでは民放数局も聴取可能である。

### 日本
すべて放送を終了している。
- 地上デジタル音声放送（地上デジタルラジオ） - 地上デジタルテレビ放送のISDB-Tを拡張したISDB-TSBを採用している。1セグメントの占有帯域は430kHz、伝送速度は4つの変調方式のうち移動体に適した方式で280kbps、圧縮方式はMPEG-2AAC。中継局を同一周波数で使用できるSFNが使用できる。テレビが13セグメントでUHF帯を使用するのに対してラジオでは3または1セグメントを一単位として利用し、VHF帯を使用する。2003年10月10日実用化試験放送開始、2011年3月31日終了。
- 携帯端末向けマルチメディア放送 - デジタルラジオの発展型。2種類ある。
  - NOTTV - ISDB-Tmm方式でVHF-High帯を使用し、2012年4月1日放送開始、2016年6月30日放送終了[6]。対象はNTTドコモのスマートフォン。
  - i-dio - ISDB-TSB方式でVHF-Low帯を使用し、2016年3月1日放送開始。2020年3月31日放送終了[7]。

## 衛星波による放送

### 国際
- 1ワールドスペース（英語版）：全世界向けデジタル衛星ラジオ放送配信サービス。特にアジア、アフリカむけの放送衛星にて24時間放送を行っている。BBC、CNN、ヴァージン・ラジオ、ブルームバーグやインド各国語の放送局の信号が有料配信されている。過去に、無料放送向け専用のラジオが三洋電機、パナソニック、ビクター、日立から発売された（1996年頃）。2008年7月に、ワールドスペース（WorldSpace）から「1ワールドスペース（1worldspace）」に改称された。2008年10月に破綻し再建処理中。

### 日本
- 放送衛星
  - BSアナログ放送（独立音声放送　1991年3月 - 2005年3月）
    - St.GIGA

  - BSデジタル音声放送（ISDB-S　放送衛星・BSATを使用）
    - 2000年12月 - 2000年代中盤
      - BSラジオNIKKEI
      - BS BIRD
      - JFN衛星放送
      - St.GIGA → CLUB COSMO → WINJ
      - BS日テレラジオ
      - BSA RADIO
      - BS-i RADIO
      - BSJ RADIO
      - LFX488
      - BSQR489
      - WOWOW wave

    - 放送大学（2011年10月1日 - ）[注 1]

  - 衛星デジタル音声放送
    - 2.6GHz帯衛星放送
      - モバHO!（移動体向けモバイル放送　2004年10月 - 2009年3月）
- 通信衛星
  - CS-PCM音声放送（通信衛星JCSATを用いたCS音声放送　1992年6月 - 2002年6月）
    - SOUND AIR P.J
    - PCM-ZIPANG
    - ミュージックバード
    - サテライトミュージック
    - RADIO SKY
    - PCMセントラル

  - CSデジタル音声放送
    - スターデジオ（第一興商、スカパー!プレミアムサービス）[注 1]
    - SPACE DiVA（ミュージックバード）
    - SOUND PLANET（USEN）
    - サウンドテリア（CS110°　放送中止　20チャンネルあった）
- 海外放送衛星
  - 日本国内でも海外放送衛星のテレビ受信装置（DVB、アナログ）で海外ラジオ放送が幾つか受信できる場合がある（そのうち、NHKワールド・ラジオ日本も終日ノンスクランブルで受信可能である。テレビ・FMラジオ放送並の高音質で聴くことができる）。

### 北米
- アメリカ合衆国及びカナダにおける移動体向けの衛星デジタル音声放送
  - シリウスXMラジオ（Sirius XM Radio）
    - Sirius Satellite Radio（シリウス・サテライト・ラジオ）
    - XM Satellite Radio（XMサテライト・ラジオ）

2008年、シリウスとXMが合併。現在、カナダでは両放送サービスは統合されていない。

### ヨーロッパ
- アストラ・デジタルラジオ（Astra Digital Radio、ADR）：1995年に放送開始し、2012年に放送終了。通信衛星大手のSES アストラにより運営していた。2018年には、ドイツ、スイスの放送局を中心に51局が放送していた。

### 韓国
- 衛星DMB（2012年にサービス終了）
- Satio（スカイライフ）
- Digital Radio KISS（スカイライフ）